# Antsahalalina
Antsahalalina ist ein Küstenort im Norden von Madagaskar. 2001 lebten dort 3606 Menschen.

## Geografie
Antsahalalina liegt im Distrikt Antsiranana I, in der Region Diana. Der Ort liegt an der Bucht Anse Antsahazo.
Die Hauptstadt Antananarivo liegt 758 Kilometer südlich der Stadt.

## Wirtschaft und Infrastruktur
Die Einwohner Antsahalalinas leben zu 95 % von der Landwirtschaft, bei der sie hauptsächlich Reis anbauen. Weitere 5 % arbeiten im Dienstleistungssektor. Die wichtigsten Güter des Ortes sind Reis, Maniok und Bohnen.